# Filmografie Johna Calea

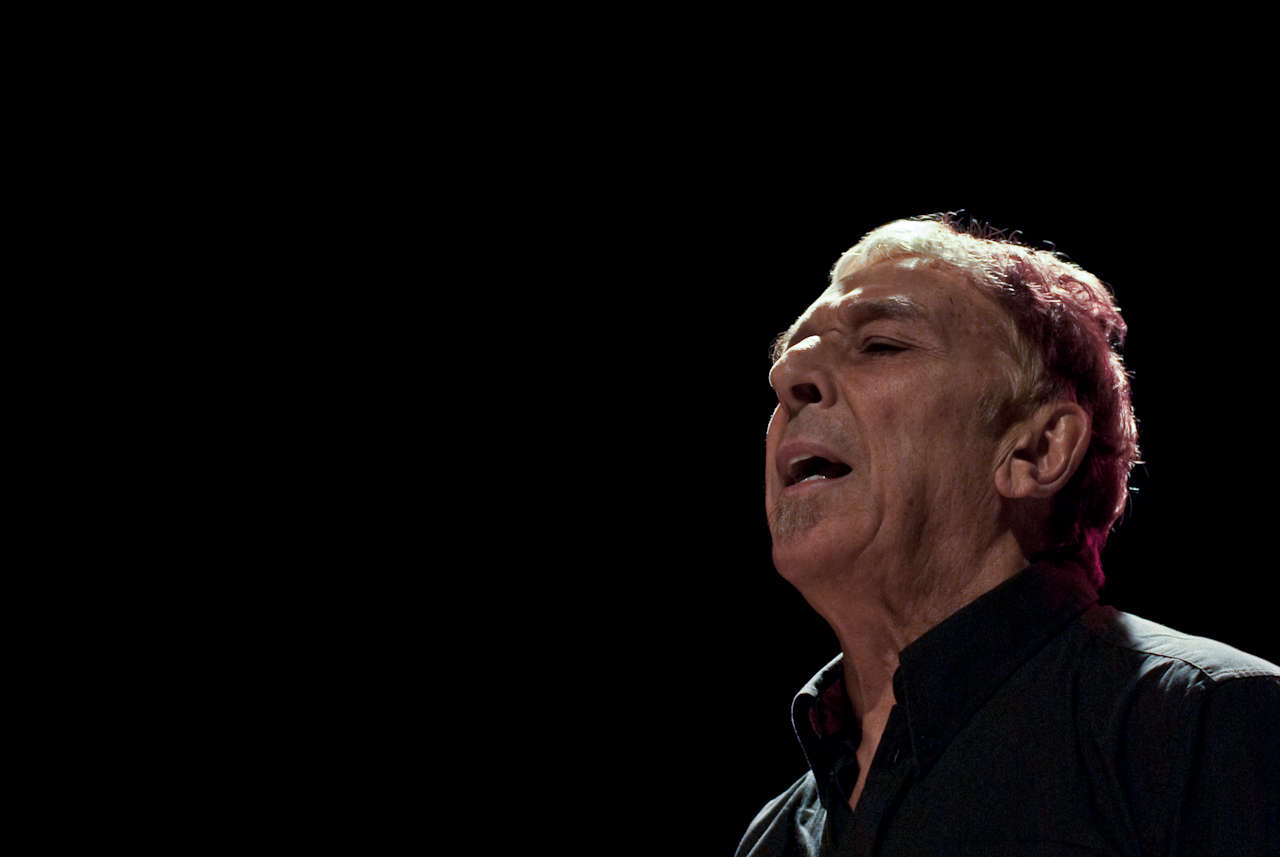
John Cale (2011)

Filmografie Johna Calea sestává z filmů, na nichž se podílel tento velšský hudebník a skladatel. Přestože je jeho hlavním oborem hudba (k mnoha filmům složil originální hudební doprovod), v několika filmech se představil také jako herec. V různých experimentálních filmech se začal objevovat již v šedesátých letech (šlo převážně o filmy Andyho Warhola, ale i jiných režisérů). Mimo několika neznámých a nikdy nepromítaných filmů Warhol s Calem natočil celkem osm screen testů. V roce 1987 dostal lekce herectví od F. Murraye Abrahama a následně hrál roli postavy jménem Hubbley v krátkém filmu The Houseguest. Později hrál v několika dalších filmech a seriálech. Jako skladatel tvořil hudbu převážně pro francouzská filmová dramata. Rovněž účinkoval v řadě různých dokumentárních filmů či televizních pořadů. V několika filmech byly také použity jeho písně (například Sid a Nancy a Sejmi eso). Cale se také na jednom experimentálním snímku, nazvaném Police Car, podílel jako režisér. Jde však pouze o krátkometrážní film, v němž jsou vidět jen blikající světla policejního vozu.
V roce 2005 složil hudbu k filmu Process režiséra C. S. Leigha. Dvojice spolu dále pracovala ještě na filmu Everybody Had a Camera, který měl pojednávat o Andym Warholovi a jeho uměleckém ateliéru The Factory a zakončen měl být atentátem, který na něj spáchala feministická spisovatelka Valerie Solanasová. Později spolu dvojice pracovala na scénáři. Cale chtěl, aby ve filmu hráli velcí hollywoodští herci, jako například Johnny Depp (měl hrát Calea), Uma Thurman a Reese Witherspoonová (jako Nico a Edie Sedgwick). Projekt však právě kvůli tomu nebyl dokončen.

## Skladatelská
Toto je seznam filmů, ke kterým John Cale složil originální hudbu (nikoliv písně). Některé z nich vyšly na albu jako soundtrack, většina však nikoliv. Rovněž složil hudbu k dalším snímkům, kde nakonec jeho hudba použita nebyla. Jde například o film Žárlivost režiséra Philippa Garrela z roku 2013. Spolu s Joem Boydem pracoval na hudbě ke sci-fi filmu The Omega Man (1971), avšak podle Boydových slov byli producenti krátkou ukázkou zděšeni, na rozdíl od dvojice, která si myslela, že je perfektní, a hudba ve filmu nakonec použita nebyla.
| Rok  | Film                                                                 | Režie                        | Poznámky                                                                                             | Zdroj  |
| ---- | -------------------------------------------------------------------- | ---------------------------- | --- | ------ |
| 1966 | Hedy                                                                 | Andy Warhol                  | Společně s Lou Reedem                                                                                | [ 7 ]  |
| 1966 | Mary for Mary                                                        | Gerard Malanga               | Společně s The Velvet Underground                                                                    | [ 8 ]  |
| 1969 | Diaries, Notes and Sketches (Walden)                                 | Jonas Mekas                  | Pouze část.                                                                                          | [ 9 ]  |
| 1970 | Straight and Narrow                                                  | Tony Conrad a Beverly Conrad | Společně s Terrym Rileyem                                                                            | [ 10 ] |
| 1970 | Coming Attractions                                                   | Tony Conrad a Beverly Conrad | Většinu hudby k filmu nahrál Terry Riley. Cale pro film nahrál pouze etudu Fryderyka Chopina.        | [ 11 ] |
| 1971 | Women in Revolt                                                      | Paul Morrissey               | | [ 12 ] |
| 1972 | Heat                                                                 | Paul Morrissey               | | [ 13 ] |
| 1974 | Caged Heat                                                           | Jonathan Demme               | Ve filmu měla malou roli také Caleova manželka Cindy.                                                | [ 14 ] |
| 1981 | Who Am I This Time?                                                  | Jonathan Demme               | | [ 15 ] |
| 1986 | Něco divokého                                                        | Jonathan Demme               | Společně s Laurie Anderson                                                                           | [ 16 ] |
| 1989 | Dick                                                                 | Jo Menell                    | | [ 17 ] |
| 1989 | The Houseguest                                                       | Franz Harland                | Rovněž herec.                                                                                        | [ 18 ] |
| 1991 | Paris s'éveille                                                      | Olivier Assayas              | | [ 19 ] |
| 1992 | Primary Motive                                                       | Daniel Adams                 | | [ 20 ] |
| 1992 | Healing Hurts                                                        | Jim Chambers                 | | [ 21 ] |
| 1993 | Zrození lásky                                                        | Philippe Garrel              | | [ 22 ] |
| 1994 | Ah Pook Is Here                                                      | Philip Hunt                  | | [ 23 ] |
| 1994 | Alonzo, muž bez rukou                                                | Tod Browning                 | Film Alonzo, muž bez rukou pochází z roku 1927; Cale složil hudbu pro jeho promítání v roce 1994.    | [ 24 ] |
| 1994 | Life Underwater                                                      | Zoe Beloff                   | Jde o 16mm film kombinovaný s diaprojekcí vytvořený jako součást živého vystoupení.                  | [ 25 ] |
| 1995 | Mata Hari                                                            | Franz Harland                | Jde o záznam stejnojmenné opery.                                                                     | [ 26 ] |
| 1995 | Antártida                                                            | Manuel Huerga                | Rovněž herec.                                                                                        | [ 27 ] |
| 1995 | Nezapomeň, že zemřeš                                                 | Xavier Beauvois              | | [ 28 ] |
| 1996 | Střelila jsem Andyho Warhola                                         | Mary Harronová               | | [ 29 ] |
| 1996 | Basquiat                                                             | Julian Schnabel              | | [ 30 ] |
| 1997 | Vysněná Amerika                                                      | Marc Evans                   | | [ 31 ] |
| 1997 | Rhinoceros Hunting in Budapest                                       | Michael Haussman             | | [ 32 ] |
| 1998 | Někde ve městě                                                       | Ramin Niami                  | | [ 33 ] |
| 1999 | Le vent de la nuit                                                   | Philippe Garrel              | | [ 34 ] |
| 1999 | Die Jungfrau                                                         | Diego Donnhofer              | | [ 35 ] |
| 2000 | Abschied - Brechts letzter Sommer                                    | Jan Schütte                  | | [ 36 ] |
| 2000 | Saint-Cyr                                                            | Patricia Mazuyová            | O orchestrální aranžmá skladeb se postaral Randall Woolf. Hudba byla neúspěšně nominována na Césara. | [ 37 ] |
| 2000 | Love Me                                                              | Laetitia Massonová           | | [ 38 ] |
| 2000 | Wisconsinský výlet za smrtí                                          | James Marsh                  | Cale je autorem pouze hudby během závěrečných titulků.                                               | [ 39 ] |
| 2000 | Americké psycho                                                      | Mary Harronová               | O orchestrální aranžmá skladeb se postaral Randall Woolf.                                            | [ 40 ] |
| 2002 | Nové výjevy z Ameriky                                                | Jørgen Leth                  | | [ 41 ] |
| 2003 | Paříž                                                                | Ramin Niami                  | | [ 42 ] |
| 2003 | Rhinoceros Eyes                                                      | Aaron Woodley                | | [ 43 ] |
| 2003 | Y Mabinogi                                                           | Derek W. Hayes               | O orchestrální aranžmá skladeb se postaral Randall Woolf.                                            | [ 44 ] |
| 2003 | Con Man                                                              | Jesse Moss                   | | [ 45 ] |
| 2005 | About Face: The Story of the Jewish Refugee Soldiers of World War II | Steve Karras                 | | [ 46 ] |
| 2005 | Process                                                              | C. S. Leigh                  | | [ 47 ] |
| 2011 | Un été brûlant                                                       | Philippe Garrel              | | [ 48 ] |
| 2011 | Sport de filles                                                      | Patricia Mazuyová            | | [ 37 ] |
| 2018 | Paul Sanchez est revenu!                                             | Patricia Mazuyová            | | [ 49 ] |

## Herecká
| Rok  | Film                                                 | Režie              | Role                | Poznámky                                                                            | Zdroj  |
| ---- | ---------------------------------------------------- | ------------------ | ------------------- | ----------------------------------------------------------------------------------- | ------ |
| 1965 | Dirt                                                 | Piero Heliczer     | sám sebe            |                                                                                     | [ 50 ] |
| 1965 | Satisfaction                                         | Piero Heliczer     | sám sebe            |                                                                                     | [ 50 ] |
| 1965 | Venus in Furs                                        | Piero Heliczer     | sám sebe            |                                                                                     | [ 50 ] |
| 1966 | The Velvet Underground Eat Lunch                     | Danny Williams     | sám sebe            |                                                                                     | [ 8 ]  |
| 1966 | The Velvet Underground                               | Andy Warhol        | sám sebe            | Alternativní názvy filmu byly Moe in Bondage a Moe Gets Tied Up.                    | [ 8 ]  |
| 1966 | Sunday Morning                                       | Rosalind Stevenson | sám sebe            | Krátký film.                                                                        | [ 8 ]  |
| 1966 | The Velvet Underground and Nico: A Symphony of Sound | Andy Warhol        | sám sebe            |                                                                                     | [ 51 ] |
| 1966 | The Velvet Underground Tarot Cards                   | Andy Warhol        | sám sebe            |                                                                                     | [ 8 ]  |
| 1966 | The Bob Dylan Story                                  | Andy Warhol        |                     |                                                                                     | [ 52 ] |
| 1966 | Four Stars (****)                                    | Andy Warhol        |                     |                                                                                     | [ 8 ]  |
| 1967 | The Velvet Underground in Boston                     | Andy Warhol        | sám sebe            |                                                                                     | [ 8 ]  |
| 1967 | Exploding Plastic Inevitable                         | Ronald Nameth      |                     |                                                                                     | [ 8 ]  |
| 1989 | Wonderland USA                                       | Zoe Beloff         |                     |                                                                                     | [ 25 ] |
| 1989 | The Houseguest                                       | Franz Harland      | Hubbley             | Rovněž autor hudby.                                                                 | [ 18 ] |
| 1989 | The Equalizer                                        | Robert E. Warren   | Aryan Leader        | Hrál v epizodě „Race Traitors“.                                                     | [ 53 ] |
| 1994 | Life Underwater                                      | Zoe Beloff         |                     | Jde o 16mm film kombinovaný s diaprojekcí vytvořený jako součást živého vystoupení. | [ 25 ] |
| 1995 | Antártida                                            | Manuel Huerga      | sám sebe            | Rovněž autor hudby.                                                                 | [ 27 ] |
| 2002 | N[eon]                                               | Dave McKean        | vypravěč            |                                                                                     | [ 54 ] |
| 2008 | Salamandra                                           | Pablo Agüero       | Dick Winter         |                                                                                     | [ 55 ] |
| 2014 | The Bridge                                           | Stefan Schwartz    | karavanový prodejce | Hrál v epizodě „Sorrowsworn“.                                                       | [ 56 ] |
| 2016 | Love Twice                                           | Rob Nilsson        | Lester              |                                                                                     | [ 57 ] |

## Účast vdokumentárních filmech
Během svého života John Cale rovněž vystupoval v řadě dokumentárních filmů, kde mluvil o svých hudebních i nehudebních spolupracovnících (například Nico, Ivan Král nebo Andy Warhol), vzorech (Brian Wilson) a dalších tématech. Několik dokumentů bylo natočeno přímo o Caleovi. Rovněž jsou zde zařazeny oficiálně vydané záznamy koncertů.
| Rok           | Film                                                               | Režie                                | Poznámky | Zdroj         |
| ------------- | ------------------------------------------------------------------ | ------------------------------------ | --- | ------------- |
| 1969          | Diaries Notes and Sketches                                         | Jonas Mekas                          | | [ 58 ]        |
| 1986          | The South Bank Show                                                | Kim Evans                            | Účinkoval v epizodě „The Velvet Underground“. | [ 59 ]        |
| 1987          | Put More Blood Into the Music                                      | George Atlas                         | | [ 60 ]        |
| 1989          | Words for the Dying                                                | Rob Nilsson                          | | [ 61 ]        |
| 1990          | Songs for Drella                                                   | Edward Lachman                       | Záznam koncertu. | [ 62 ]        |
| 1993          | Velvet Underground: Velvet Redux Live MCMXCIII                     | Declan Lowney                        | Záznam koncertu. | [ 63 ]        |
| 1993          | Curious: The Velvet Underground in Europe                          | Declan Lowney                        | | [ 59 ]        |
| 1995          | Dancing Barefoot                                                   | Zdeněk Suchý                         | | [ 64 ]        |
| 1995          | Nico Icon                                                          | Susanne Ofteringer                   | | [ 65 ]        |
| 1995          | Rock & Roll                                                        | David Espar                          | | [ 66 ]        |
| 1995          | Brian Wilson: I Just Wasn't Made for These Times                   | Don Was                              | | [ 67 ]        |
| 1997          | Arena: The Banana                                                  | Kate Meynell                         | | [ 68 ]        |
| 1997          | Synesthesia                                                        | Tony Oursler                         | Účinkoval v epizodě „John Cale“. | [ 69 ]        |
| 1998          | American Masters                                                   | Timothy Greenfield-Sanders           | Účinkoval v epizodě „Lou Reed: Rock and Roll Heart“.                                                                                                | [ 70 ]        |
| 1998          | John Cale                                                          | James Marsh                          | V roce 2006 film vyšel na DVD pod názvem John Cale: An Exploration of His Life and Music.                                                           | [ 71 ]        |
| 2000          | Beautiful Mistake                                                  | Marc Evans                           | Velšským názvem Camgymeriad Gwych. | [ 72 ]        |
| 2000          | The Making of Camgymeriad Gwych                                    | Juan Gelas                           | Jde o dokumentární film vzniklý při natáčení snímku Beautiful Mistake.                                                                              | [ 73 ]        |
| 2001          | Andy Warhol: Kompletní portrét                                     | Chris Rodley                         | | [ 74 ]        |
| 2001          | Intimate Portrait                                                  | Lee Grant                            | Účinkoval v epizodě „Betsey Johnson“. | [ 75 ]        |
| 2002          | Nové výjevy z Ameriky                                              | Jørgen Leth                          | | [ 41 ]        |
| 2003          | Dal: Yma/Nawr                                                      | Marc Evans                           | | [ 76 ]        |
| 2003          | JC-03                                                              | Grant Gee                            | | [ 77 ]        |
| 2005          | Punk jako životní postoj                                           | Don Letts                            | | [ 78 ]        |
| 2007          | A Walk Into the Sea: Danny Williams and the Warhol Factory         | Esther Robinson                      | | [ 79 ]        |
| 2007          | Sedm epoch rocku                                                   | Francis Whately a Alastair Laurence  | Účinkoval v epizodách „White Light, White Heat: Art Rock“ a „Blank Generation: Punk Rock“.                                                          | [ 80 ] [ 81 ] |
| 2007          | Once Upon a Time in New York: The Birth of Hip Hop, Disco and Punk | Benjamin Whalley                     | | [ 82 ]        |
| 2009          | Dyddiau Du/Dark Days                                               | Bevis Bowden                         | | [ 83 ]        |
| 2014          | LOOP>>60Hz: Transmissions from The Drone Orchestra                 | Bevis Bowden                         | | [ 84 ]        |
| 2014          | Lennon or McCartney                                                | Matt Schichter                       | | [ 85 ]        |
| 2015          | Better than the Original: The Joy of the Cover Version             | David Vincent                        | | [ 86 ]        |
| 2016          | John Cale and guests: The Velvet Underground & Nico                | Christian Fevret a Alexandre Buisson | Záznam koncertu. | [ 87 ]        |
| 2017          | Raising the Hare                                                   | Bevis Bowden                         | John Cale ve filmu nevystupuje (pouze hlas), avšak načetl pro něj novodobý překlad díla The Names of the Hare, které pochází ze třináctého století. | [ 88 ]        |
| 2021          | The Velvet Underground                                             | Todd Haynes                          | | [ 89 ]        |
| bude oznámeno | A Direct Action Story                                              | Michael Edo Keane                    | Dokumentární film o Robu Nilssonovi; ve výrobě. | [ 90 ]        |

## Televizní pořady
John Cale vystupoval také v různých televizních pořadech. Často například propagoval své nové nahrávky a hrál zde písně, někdy s ním byl veden pouze rozhovor (například Reyers laat).
| Rok       | Film                               | Poznámky                      | Zdroj   |
| --------- | ---------------------------------- | ----------------------------- | ------- |
| 1963      | I've Got a Secret                  | Účinkoval v jedné epizodě.    | [ 91 ]  |
| 1981      | Musical Express                    | Účinkoval v jedné epizodě.    | [ 92 ]  |
| 1983      | Casablanca                         | Účinkoval v jedné epizodě.    | [ 93 ]  |
| 1983–1984 | Rockpalast                         | Účinkoval ve dvou epizodách.  | [ 94 ]  |
| 1984      | Musik Convoy                       | Účinkoval ve třech epizodách. |         |
| 1985      | The Old Grey Whistle Test          | Účinkoval v jedné epizodě.    | [ 93 ]  |
| 1989      | Late Night with David Letterman    | Účinkoval v jedné epizodě.    | [ 93 ]  |
| 1989      | Sunday Night                       | Účinkoval v jedné epizodě.    | [ 93 ]  |
| 1992      | Heno                               | Účinkoval v jedné epizodě.    |         |
| 1992–2012 | Later… with Jools Holland          | Účinkoval v sedmi epizodách.  | [ 95 ]  |
| 1993–1996 | The Tonight Show with Jay Leno     | Účinkoval ve dvou epizodách.  | [ 96 ]  |
| 1993      | The Mal Pope Show                  | Účinkoval v jedné epizodě.    | [ 97 ]  |
| 1996      | The Charlie Rose Show              | Účinkoval v jedné epizodě.    | [ 98 ]  |
| 1996      | Nulle part ailleurs                | Účinkoval v jedné epizodě.    | [ 99 ]  |
| 1999      | The Jack Docherty Show             | Účinkoval v jedné epizodě.    | [ 97 ]  |
| 2001      | Jools's Hootenanny                 | Účinkoval v jedné epizodě.    | [ 100 ] |
| 2007      | Nightline                          | Účinkoval v jedné epizodě.    | [ 101 ] |
| 2009      | The Culture Show                   | Účinkoval v jedné epizodě.    | [ 102 ] |
| 2009      | Week in Week Out                   | Účinkoval v jedné epizodě.    | [ 103 ] |
| 2013      | Late Night with Jimmy Fallon       | Účinkoval v jedné epizodě.    | [ 104 ] |
| 2014      | Reyers laat                        | Účinkoval v jedné epizodě.    | [ 105 ] |
| 2016      | The British Masters                | Účinkoval v jedné epizodě.    | [ 106 ] |
| 2025      | Everybody's Live with John Mulaney | Účinkoval v jedné epizodě.    | [ 107 ] |

## Hudební videoklipy
| Rok  | Píseň                         | Režie                             | Poznámky             | Zdroj   |
| ---- | ----------------------------- | --------------------------------- | -------------------- | ------- |
| 1981 | „Dead or Alive“               | Michael Branton a Joe Ohliger III |                      | [ 108 ] |
| 2005 | „Perfect“                     | Chris Cairns                      |                      | [ 108 ] |
| 2006 | „Jumbo (In Tha Modern World)“ | Minivegas                         | Animovaný videoklip. | [ 109 ] |
| 2011 | „Whaddya Mean by That“        | Charlie Robins a Joe Alexander    |                      | [ 109 ] |
| 2011 | „Catastrofuk“                 | Eden Caleová                      |                      | [ 110 ] |
| 2012 | „Face to the Sky“             | Tom Scholefield                   |                      | [ 111 ] |
| 2014 | „If You Were Still Around“    | Abigail Portner                   |                      | [ 112 ] |
| 2015 | „Close Watch“                 | Abigail Portner                   |                      | [ 113 ] |
| 2016 | „Hallelujah“                  | Abigail Portner                   |                      | [ 114 ] |
| 2020 | „Lazy Day“                    | Abigail Portner                   |                      | [ 115 ] |
| 2022 | „Night Crawling“              | Mickey Miles                      | Animovaný videoklip. | [ 116 ] |
| 2022 | „Story of Blood“              | Jethro Waters                     |                      | [ 117 ] |
| 2023 | „Noise of You“                | Pepi Ginsberg                     |                      | [ 118 ] |
| 2024 | „Pretty People“               | Abigail Portner                   |                      | [ 119 ] |
| 2024 | „How We See the Light“        | Pepi Ginsberg                     |                      | [ 120 ] |
| 2024 | „Shark-Shark“                 | Abigail Portner                   |                      | [ 121 ] |
| 2024 | „Davies and Wales“            | Jethro Waters                     |                      | [ 122 ] |
| 2025 | „All to the Good“             | Abigail Portner                   |                      | [ 123 ] |